# 岩尾内ダム
岩尾内ダム（いわおないダム）は、北海道士別市、一級河川・天塩川本流上流部に建設されたダムである。
国土交通省北海道開発局が管理する国土交通省直轄ダムで、高さ58メートルの重力式コンクリートダム。日本第4位の長さを有する大河・天塩川水系最大のダムで、北海道総合開発計画に基づく天塩川上流総合開発事業の一環として天塩川の治水、天塩川流域農地への灌漑、士別市への水道供給および北海道企業局による水力発電を目的とした、特定多目的ダム法に基づく特定多目的ダムである。ダムによって形成された人造湖は、岩尾内湖と命名された。

## 地理

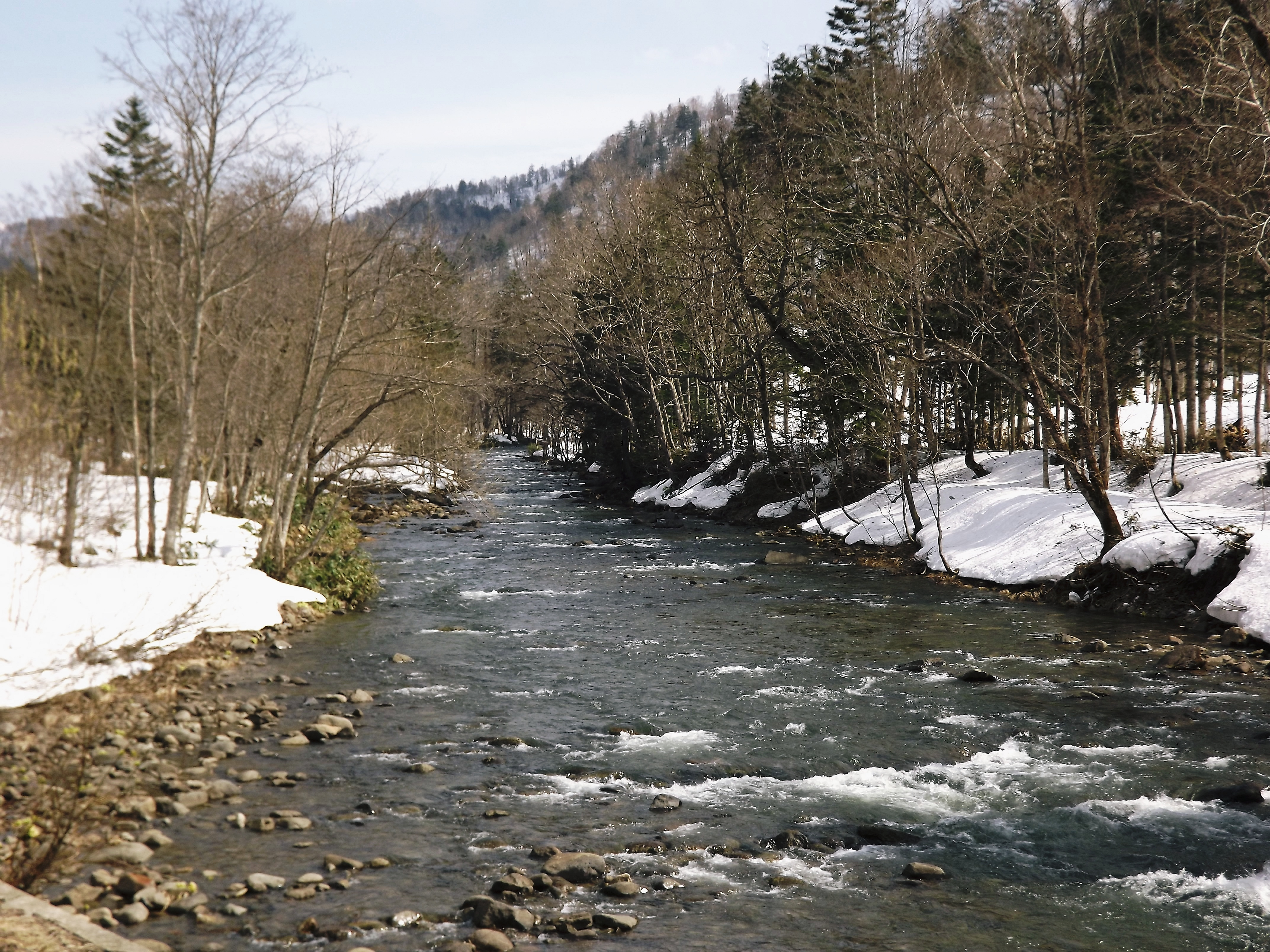
天塩川最上流部。

天塩川は標高1,558メートルの天塩岳を水源とし士別市までは概ね西に流れ、剣淵川を合流した辺りで流路を北へ変える。その後名寄市で水系最大の支流である名寄川を合わせ、中川郡美深町・音威子府村を流れる。音威子府村と中川町間では峡谷を形成するが、天塩郡幌延町で再度平野を流れる。下流部では留萌振興局と宗谷総合振興局の境界をなしながら西に流路を変え、利尻礼文サロベツ国立公園に指定されているサロベツ原野を流域に持つサロベツ川を河口付近で合流させたあと、海と並行する形で南に流路を変え天塩郡天塩町で日本海に注ぐ。流路延長は256.2キロメートルで信濃川、利根川、石狩川に次いで日本第4位の長さを有し、流域面積は上川・留萌・宗谷の三振興局管内に跨り、5,588平方キロメートルを擁する大河である。ダムは天塩川の上流部に建設された。
天塩川の名の由来について、地名研究家の山田秀三は自著『北海道の地名』において、アイヌ語で「梁が多い川」の意味であるテシ・オ・ペッ（Tesh・o・pet）から来ていると説き、梁のように岩が河川を横断していることで命名されたと推測しており、実際に中流部にはそのような風景が所々見られる。またダム名はダム右岸の直上流部で天塩川に合流する岩尾内沢から採っているが、ダム所在地の大字も岩尾内である。「岩尾内」という地名の語源については、永田方正著『北海道蝦夷語地名解』においてアイヌ語で「岩山の川」を意味するイワ・オ・ナイから来ていると書いている。
なおダム建設時の所在地は上川郡朝日町であったが、平成の大合併に伴い士別市となっている。

## 経緯
天塩川は日本第4の大河であるが、河川開発については本州の河川や石狩川水系に比べて遅れていた。1901年（明治34年）に開始された河川改修は1908年（明治41年）まで続けられたが、それは応急的な措置であった。1907年（明治40年）に北海道第一次拓殖計画が策定されるに及んで治水計画が立案されたが、特段の成果は見られなかった。1934年（昭和9年）に策定された北海道第二次拓殖計画においてようやく天塩川の計画高水流量が定められ、天塩川河口部で毎秒4,174立方メートルに抑えることを目的に名寄などの蛇行部を直線化する工事が行われた。しかし1,114戸の家屋に被害を与えた1952年（昭和27年）7月の水害や、死傷者8名・被害家屋1,752戸を出すに至った1953年（昭和28年）7月の水害という2年連続の災害を受け、翌1954年（昭和29年）に計画を改めた。しかし1955年（昭和30年）に再び水害に襲われ、その対策として1968年（昭和43年）に再度計画を改定する。この中で天塩川におけるダム計画が構想されていった。
一方天塩川流域は稲作の北限地域であり、大正時代初期から続々と組合が設立されて開墾が進められて1925年（大正14年）時点で1万ヘクタールに及ぶ水田が開墾された。用水整備も逐次整備されたが、寒冷地の稲作技術はまだまだ緒についたばかりであり、また泥炭地の多い流域で土地改良も満足なものではなかったことからたびたび冷害に見舞われ、主なものでも1931年（昭和6年）、1932年（昭和7年）、1934年、1935年（昭和10年）、1956年（昭和31年）と冷害による凶作が襲った。その後稲作技術や土地改良技術が進歩したためコメの収穫は増加したが、今度は水田の開発が次第に上流部にまで広がり、急激に拡大した農地に供給する用水の不足が深刻になった。このため水不足の際には農民による水争いも起こった。加えて士別市では陸上自衛隊士別駐屯地の設置などで人口の増加が進み、企業の工場も進出することで上水道や工業用水道需要も高まり、灌漑用水主体の水利用が行われている天塩川では水需要がひっ迫することが予想された。
こうした経緯があり、天塩川の治水と利水を確実にさせる必要が生まれ、岩尾内ダム計画が具体化された。

## 補償
岩尾内ダムを建設するに当たり、朝日町第二の集落である似峡（にさま）を中心に岩尾内、上似（上似峡）、茂志利（もしり）地区の173世帯にも上る家屋、水田12.5ヘクタール、畑地122.9ヘクタール、山林211.8ヘクタールが水没することになった。特に水没世帯数173世帯という数は道内では金山ダム（空知川）の251世帯に次ぎ、桂沢ダム（幾春別川）と並ぶ大規模なもので、当時は制定されていなかった水源地域対策特別措置法（水特法）が仮に存在していれば、より厚い補償を行う必要がある「9条等指定ダム」に指定される規模の補償案件であった。同地区には800名の住民が暮らし、小中学校や診療所、農協、交番のほか旅館や映画館もあり、栄えていた。このため反対運動は激しかった。
特に、岩尾内湖東端付近に当たる上似地区は、ダム建設に伴い直接的には水没しないものの、ダム完成によって陸の孤島になりコミュニティの存続に重大な影響を受けることから「少数残存者補償」という形で全戸移転を余儀なくされた。同地区は1931年、奇しくも天塩川の治水事業が本格的に進められた北海道第二次拓殖計画において、新規開拓を目的に根釧原野から移住してきた住民によって開拓された。しかし相次ぐ冷害による凶作に耐えかねて一旦は入植者全員が土地を離れたが、1953年に再度28戸の住民が入植し、開拓に悪戦苦闘していた。そこへ岩尾内ダム建設が持ち上がり、最終的に31戸全員移転した。1966年（昭和41年）10月に補償交渉が妥結した後上峡集落の住民は住み慣れた故郷を去り、最後まで残ったのは12月1日の廃校まで勤務をしなければならなかった上似小学校の校長と教員1名だけだったと同年12月3日付けの道北日報は伝えている。
水害や冷害、凶作などに悩まされ続けた天塩川流域住民の悲願を叶えるため、172世帯の住民は住み慣れた故郷を永遠に離れるという犠牲を負って、岩尾内ダムは建設された。

## 建設

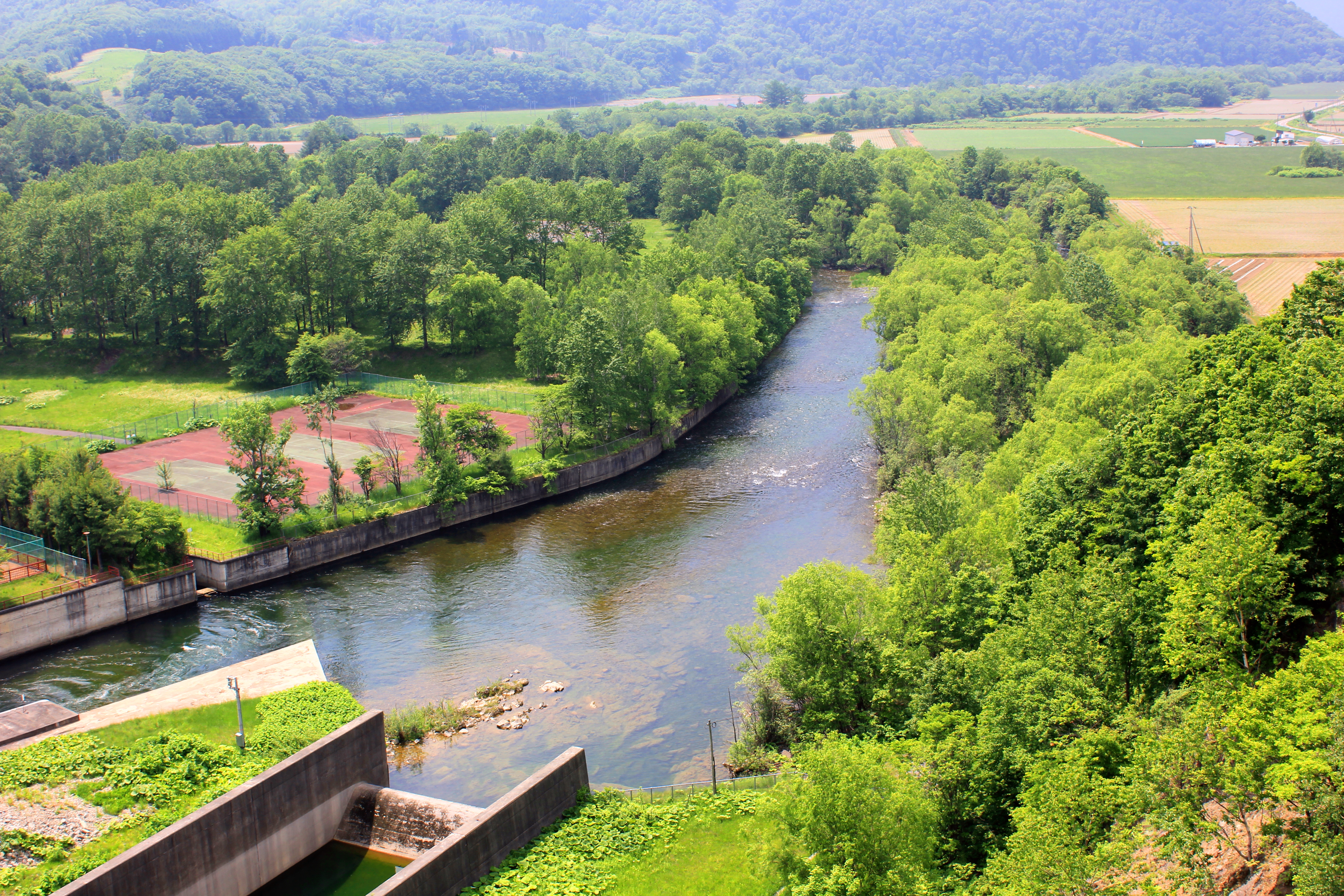
ダム直下流の天塩川。谷は広く川の両岸には田畑が広がる。

岩尾内ダムが建設されるダムサイト予定地は、比較的広い谷の中にある狭窄部であり、ダムを建設することで上流部に広大な貯水池を形成できることから天塩川本流におけるダム建設の適地として注目されていた。また地質については多少の亀裂が認められるものの、堅く緻密な珪化細粒輝緑岩、選入角礫岩、日高粘板岩で構成されており、地質的にもダム建設には差支えない地点であった。
岩尾内ダムを計画したのは北海道開発局であるが、最初に目を付けた事業者は開発局の治水事業を主管する建設省（国土交通省の前身）ではなく、農地開発事業を主管する農林省（農林水産省の前身）であった。農林省が計画した岩尾内ダム計画は農地灌漑を主目的とした高さ59メートル、長さ418メートル、総貯水容量9,000万立方メートルのダム規模であり、北海道総合開発計画に基づき1960年（昭和35年）には計画構想が持たれていた。その後1964年（昭和39年）の段階では高さ59.5メートル、長さ420メートル、総貯水容量1億913万立方メートルと現行規模に近い計画となった。しかしダムの型式は現行とは異なりロックフィルダムとして計画されており、1964年段階の計画では石淵ダム（胆沢川）や野反ダム（中津川）、皆瀬ダム（皆瀬川）で採用されていたコンクリートをダム上流面に舗装して水を遮るコンクリートフェイシングフィルダム（コンクリート表面遮水壁型ロックフィルダム）を採用し、洪水吐きは3門のゲートを備える予定であった。また当初は岩尾内ダムのほかに2か所のダムを建設する計画もあり、灌漑と水力発電を目的としていた。
しかし1955年の水害対策として定められた1968年の治水計画において建設省による洪水調節を主目的としたダム計画が浮上し、同年北海道開発局旭川開発建設部は岩尾内ダム調査事務所を開設。ダム建設に必要な資料収集の調査である実施計画調査に当たった。さらに1966年（昭和41年）に天塩川が河川法の改定に伴い一級河川に指定され、天塩川水系工事実施基本計画が策定されるにおよび岩尾内ダムは天塩川治水の重要施設に挙げられた。こうした中で建設省が事業主体となり、型式も重力式コンクリートダムに変更されて1965年（昭和40年）に着工した岩尾内ダムは本体工事に5年を費やし、1970年（昭和45年）11月2日に試験的に貯水を行ってダム本体や貯水池周辺の地盤などの安全性を確認する試験湛水（たんすい）を実施した後、1971年（昭和46年）に完成。同年4月より管理業務を開始した。総事業費は当時の額で71億3,000万円である。

## 目的

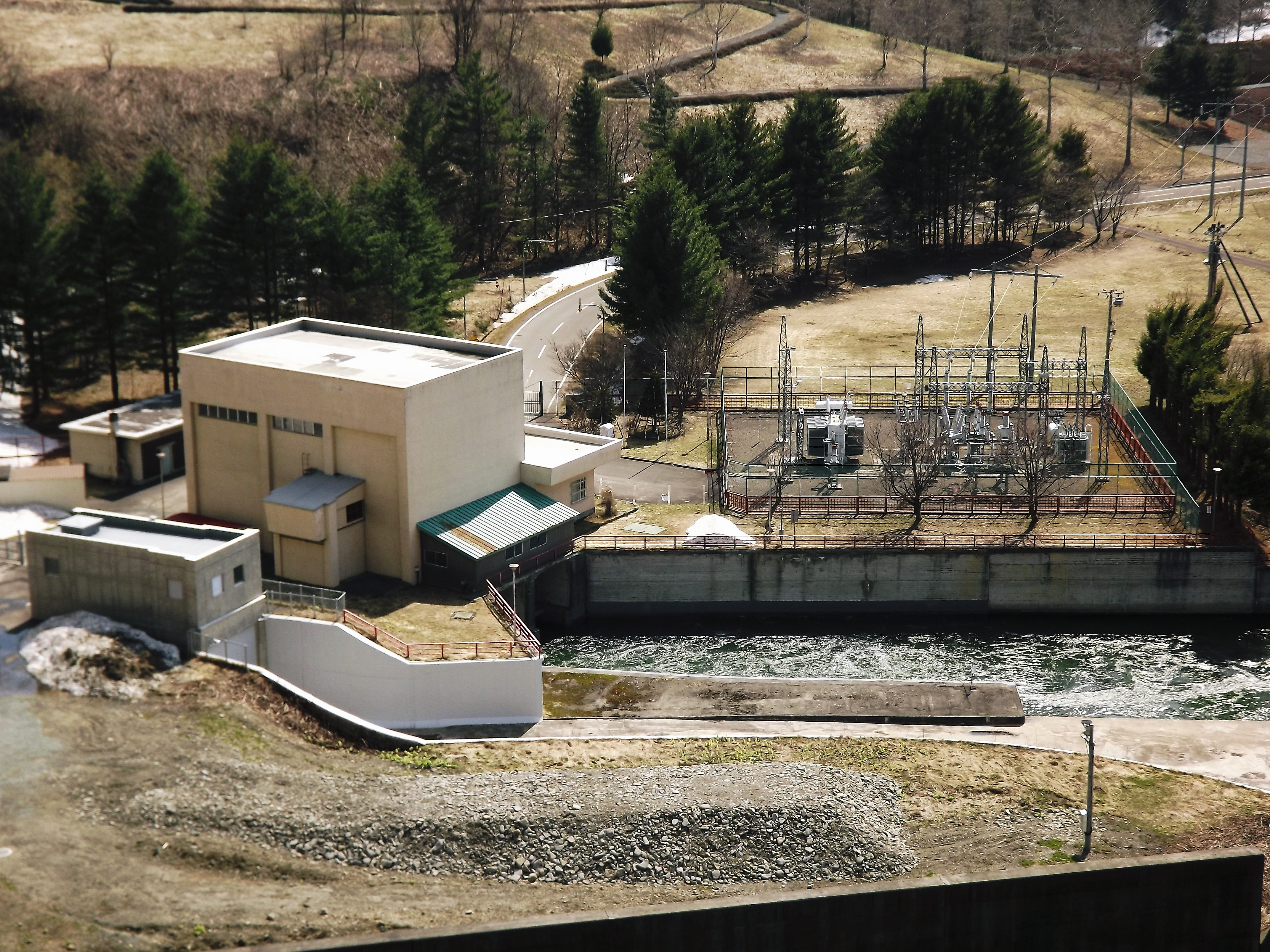
ダム直下にある北海道企業局岩尾内発電所。建屋手前左には常用洪水吐きが見える。

岩尾内ダムは高さ58メートルに対しダムの長さである堤頂長が448メートルもあり、横長になっているのが外観の特徴である。これはダムサイトの地形が広い谷であり、右岸に比べ左岸の山裾がなだらかな傾斜になっているためである。洪水吐きも右岸に寄っており、非常用洪水吐き2門、常用洪水吐きが1門備え付けられている。目的は洪水調節、灌漑、上水道供給、工業用水道供給、水力発電の5つであり、多目的ダムとしては用途が広い。
洪水調節については天塩川水系工事実施基本計画に基づき、ダム地点におけるピーク時の洪水流量を毎秒1,000立方メートルと推定し、毎秒800立方メートルを調節して下流には1/4に当たる毎秒200立方メートルに流量を抑える。これにより治水基準点である中川町誉平（ぽんぴら）における基本高水のピーク時流量毎秒4,400立方メートルを毎秒3,800立方メートルに減らす。灌漑については天塩川流域の農地1万1,357ヘクタールに対する用水補給のほか、新規開墾農地3,660ヘクタールへの用水補給も行う。水道については士別市に1日当たり7万4,000立方メートルを供給し、士別市民や周辺の工業地帯への水がめとして機能する。なお、不特定利水目的はなく、河川維持放流は行われていなかったが秋から春にかけてダム下流1キロメートル区間が枯れ川になることもあったため、1997年（平成9年）より洪水調節機能の支障が無い範囲内で、治水容量の一部を利用して河川生態系維持のための放流を行っている。
水力発電については、北海道電力ではなく北海道企業局が岩尾内発電所を建設した。天塩川の水力発電事業は戦前、当時の日本発送電が雨竜第一ダムを石狩川支流の雨竜川に建設したが、同時に建設した雨竜発電所については雨竜川から山を越えて天塩川に流域変更を行って発電を行うことになり、名寄市に発電所が建設されたがあくまでも石狩川水系の発電所であり、天塩川水系では1920年（大正9年）に支流のペンケニウブ川に仁宇布川発電所が建設された以外は水力発電事業は一切行われていなかった。しかし電力需要の増大に伴い新規の電力開発が求められ、北海道企業局は岩尾内ダムに電気事業者として事業に参加した。岩尾内発電所はダム直下に建設されたダム式発電所であり、認可出力1万3,000キロワットを発電する。発電所はダム完成に遅れること8ヶ月後の1970年12月に運転を開始し、仁宇布川発電所運転開始以来実に50年振りとなる新しい水力発電所が完成した。なお、北海道企業局は1983年（昭和58年）、岩尾内ダムよりさらに上流の天塩川本流にポンテシオダムとポンテシオ発電所を建設し、1万1,000キロワットの発電を行うがこれ以後天塩川では水力発電事業が実施されず、大河川でありながら水力発電所が3か所に留まり総出力も2万5,850キロワットと、雨竜発電所の半分程度しかない。
ダム完成により天塩川の治水と利水は建設前に比べ向上したものの、自然の猛威は治水・利水計画の想定を超える事態をもたらした。1973年（昭和48年）、1975年（昭和50年）、1981年（昭和56年）と水害が発生し、特に1981年の水害は天塩川水系工事実施基本計画が定めた計画高水流量を超過した洪水が流域を襲い、浸水面積1万5,625ヘクタールという過去最悪の水害になった。また利水についても1976年（昭和51年）、1980年（昭和55年）、1993年（平成5年）に深刻な水不足があり、特に1993年の水不足は1億立方メートルの貯水容量を持つ岩尾内湖が枯渇するという緊急事態を生じた。交互に襲う水害と水不足に対し、治水では堤防建設や川底掘削を実施、利水については温根別ダム（温根別川）など灌漑専用ダム建設を行うなど対策は実施しているものの不十分な状況が続いている。このため最大の支流である名寄川の二次支流・サンル川に建設省は1988年（昭和63年）より特定多目的ダムとしてサンルダムの建設事業を開始した。反対運動や鳩山由紀夫内閣の前原誠司国土交通大臣によるダム事業再検証により事業が遅延していたが、2017年（平成29年）の完成に向けて本体工事が進められている。

## 岩尾内湖
| 順位 | ダム               | 水系   | 河川   | 総貯水容量 （単位：m3） | 人造湖名     | 事業者     | 完成年 |
| ---- | ------------------ | ------ | ------ | ----------------------- | ------------ | ---------- | ------ |
| 1    | 夕張シューパロダム | 石狩川 | 夕張川 | 427,000,000             | シューパロ湖 | 国土交通省 | 2015年 |
| 2    | 雨竜第一ダム       | 石狩川 | 雨竜川 | 244,653,000             | 朱鞠内湖     | 北海道電力 | 1943年 |
| 3    | 高見ダム           | 静内川 | 静内川 | 229,000,000             | 高見湖       | 北海道     | 1983年 |
| 4    | 糠平ダム           | 十勝川 | 音更川 | 193,900,000             | 糠平湖       | 電源開発   | 1956年 |
| 5    | 金山ダム           | 石狩川 | 空知川 | 150,450,000             | かなやま湖   | 国土交通省 | 1967年 |
| 6    | 新冠ダム           | 新冠川 | 新冠川 | 145,000,000             | 新冠湖       | 北海道電力 | 1974年 |
| 7    | 十勝ダム           | 十勝川 | 十勝川 | 112,000,000             | 東大雪湖     | 国土交通省 | 1984年 |
| 8    | 滝里ダム           | 石狩川 | 空知川 | 108,000,000             | 滝里湖       | 国土交通省 | 1999年 |
| 9    | 岩尾内ダム         | 天塩川 | 天塩川 | 107,700,000             | 岩尾内湖     | 国土交通省 | 1970年 |
| 10   | 忠別ダム           | 石狩川 | 忠別川 | 93,000,000              | 忠別湖       | 国土交通省 | 2006年 |

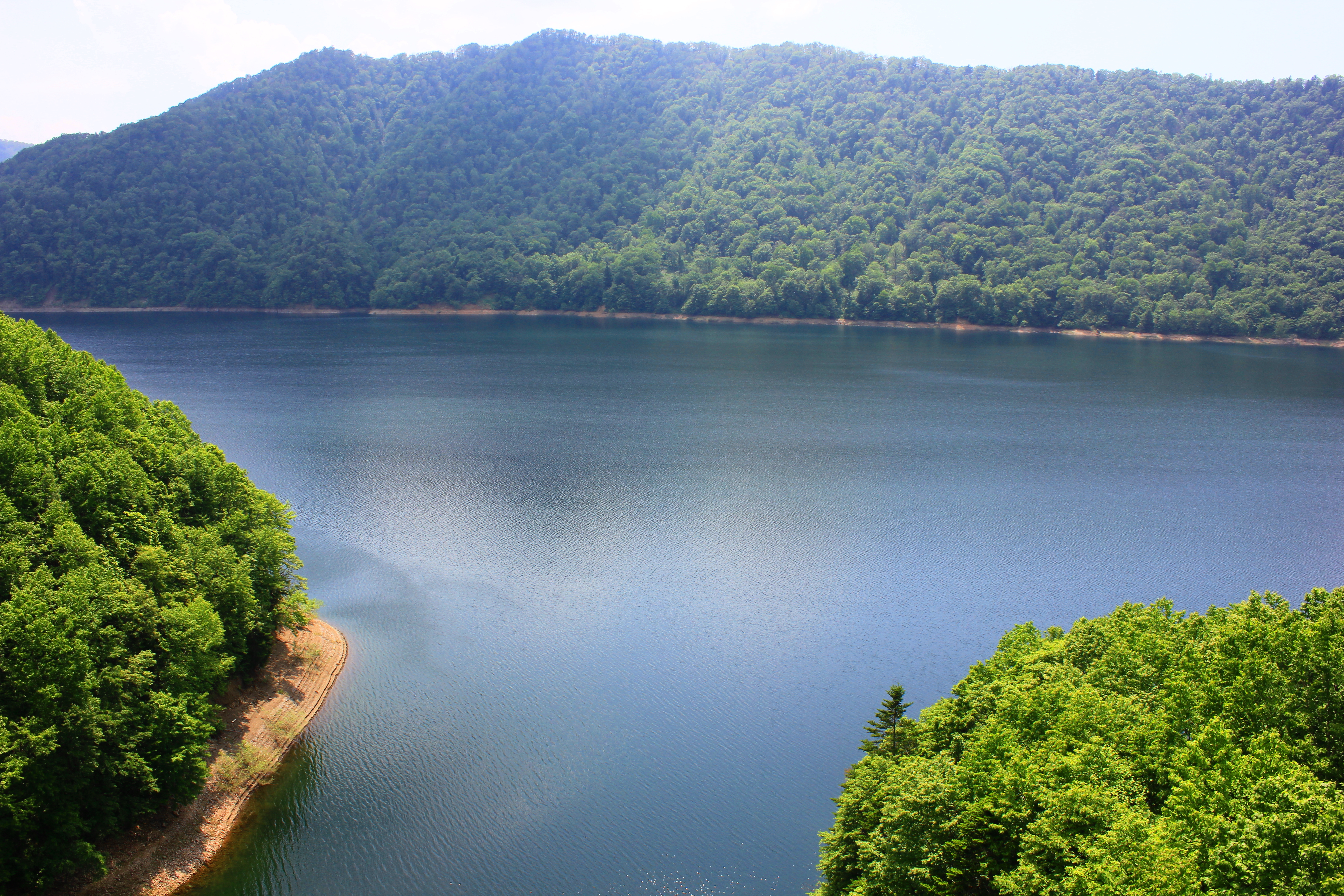
岩尾内湖。シラカンバ林が周囲に広がり静かなたたずまいを見せる。

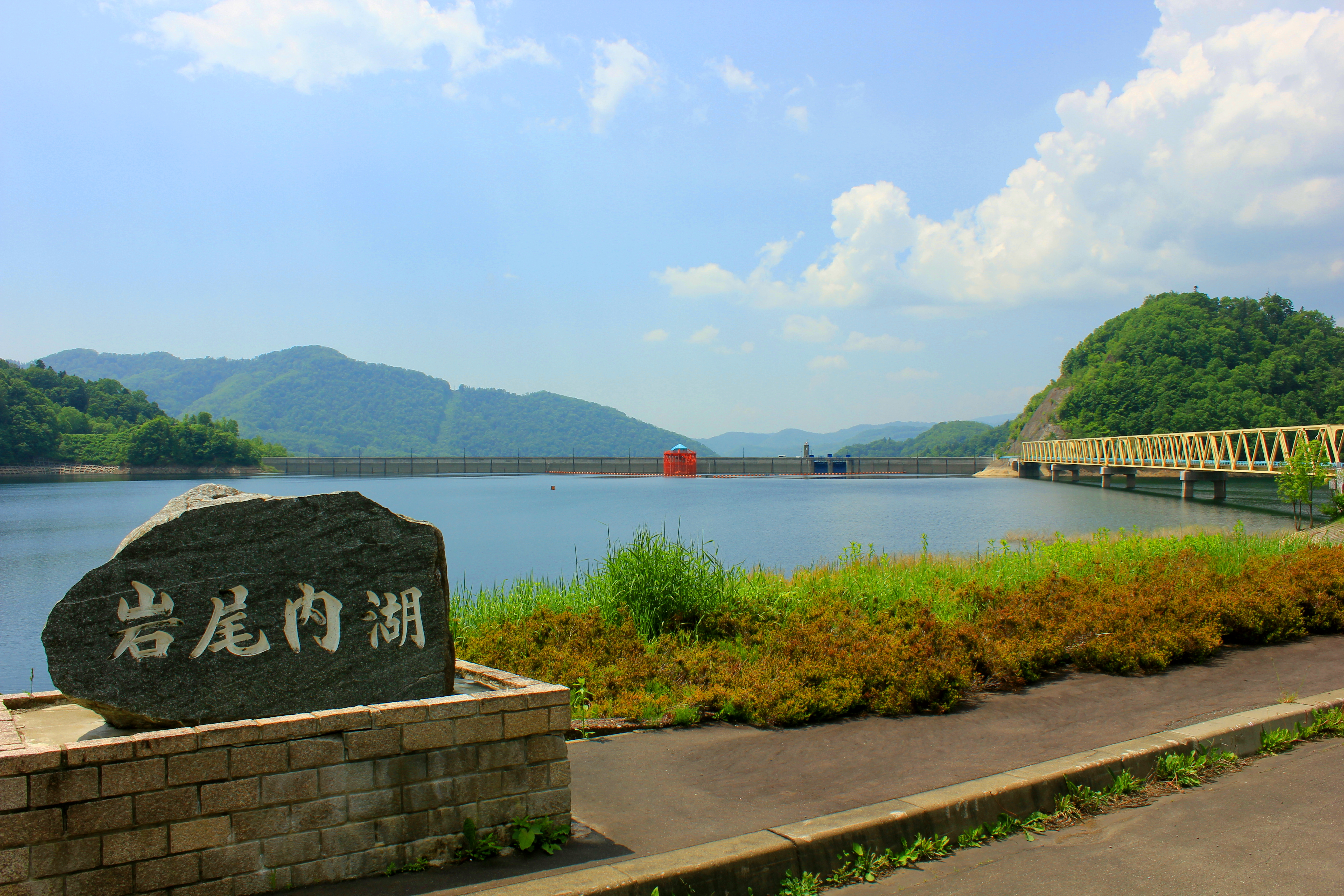
ダム管理所付近から望むダム・湖と石碑。右に見えるのは道道61号岩尾内大橋。

岩尾内ダム建設によって誕生した岩尾内湖は、北海道でも屈指の規模を有する。総貯水容量1億770万立方メートルは道内では9番目の大人造湖である。周囲はミズナラ、トドマツやシラカンバなど自然豊かであり、環境省や北海道のレッドデータブックにも掲載される動植物が少なからず生息・繁茂する。また湖には5種11科の魚類の生息が確認されており、ワカサギ、ヤマメ、アメマス、ニジマス、ブラウントラウトなどのほか、エゾウグイやハナカジカといった希少種も生息する。このため釣りも盛んではあるが、入漁する際には湖畔にある岩尾内湖白樺キャンプ場で200円を払う。またボートによる釣りも可能だが湖に入るゲートは土曜日・日曜日にしか開放されない。釣りのほか、カヌーやキャンプなどでも多く利用されている。2009年（平成21年）に国土交通省が実施したダム湖利用実態調査では、岩尾内ダム・岩尾内湖の年間利用者数は延べ2万4,448名であり、野外活動、散策、釣りの順で利用者が多い。
岩尾内ダム、岩尾内湖へは車の場合札幌市・旭川市方面からは道央自動車道を旭川方面へ向かい、士別剣淵インターチェンジ下車後国道40号経由で北海道道61号士別滝の上線に入り、直進する。札幌・千歳空港からは約3時間40分、旭川からは約1時間40分、士別からは約35分である。旭川からでは北海道道101号下川愛別線を北上するルートもある。公共交通機関の場合はJR北海道宗谷本線士別駅が最寄りである。